# Himalopsyche phryganea
Himalopsyche phryganea är en nattsländeart som först beskrevs av Ross 1941.  Himalopsyche phryganea ingår i släktet Himalopsyche och familjen rovnattsländor. Inga underarter finns listade i Catalogue of Life.